# Третук
Третук (вірм. Տրետուք) — село в марзі Гегаркунік, на сході Вірменії. Село розташоване за 12 км на північний схід від міста Варденіс, за 3 км на південний схід від села Зарівер, за 5 км на північ від села Сотк та за 7 км на північний схід від села Мец Масрік, через яке проходить траса Варденіс — Шоржа — Севан — Єреван.